# NGC 384
NGC 384 è una galassia ellittica situata nella costellazione dei Pesci.
Fu scoperta il 4 novembre 1850 da Bindon Stoney.